# Outside Ozona
Outside Ozona è un film del 1998 diretto da J.S. Cardone.
Uscito nelle sale cinematografiche statunitensi il 18 dicembre 1998 al film avrebbe dovuto partecipare anche J.T. Walsh che morì pochi giorni prima dell'inizio delle riprese, cedendo la sua parte a Robert Forster.
In Italia è stato distribuito come film per la televisione. Titolo alternativo per il passaggio televisivo Radio Killer

## Trama
Cinque storie diverse di persone comuni si incrociano con quelle di un serial killer da tempo inattivo.

## Critiche
Leonard Maltin nel suo libro dei film 2009 descrive il film come interessante solo a intermittenza nonostante un buon cast.